# Lasioglossum wilmattae
Lasioglossum wilmattae là một loài Hymenoptera trong họ Halictidae. Loài này được Cockerell mô tả khoa học năm 1929.